# Vulcanochthonius howarthi
Espèce
Synonymes
- Tyrannochthonius howarthi Muchmore, 1979

Vulcanochthonius howarthi est une espèce de pseudoscorpions de la famille des Chthoniidae.

## Distribution
Cette espèce est endémique de l'île d'Hawaï,. Elle se rencontre dans la grotte Petroglyph Cave dans le sud du Kīlauea.

## Description
Les femelles mesurent de 1,4 à 1,6 mm.

## Étymologie
Cette espèce est nommée en l'honneur de Francis Gard Howarth.

## Publication originale
- Muchmore, 1979 : The cavernicolous fauna of Hawaiian lava tubes. 11. A troglobitic pseudoscorpion (Pseudoscorpionida: Chthoniidae). Pacific Insects, vol. 20, no 2/3, p. 187-190 (texte intégral).